# Arthur Trahan
Arthur Trahan (né le 26 mai 1877 à Nicolet et mort le 22 septembre 1950 à Montréal) fut un avocat et homme politique fédéral, provincial et municipal du Québec.

## Biographie
Né à Nicolet dans la région du Centre-du-Québec, il fait ses études au Séminaire de Nicolet et à l'Université Laval à Montréal. Admis au Barreau du Québec en 1901, il partit pratiquer le droit dans sa ville natale. Après avoir servi comme conseiller municipal dans le conseil de ville de Nicolet de 1911 à 1919, il fut nommé au Conseil du Roi en 1912. Il est aussi bâtonnier du Barreau de Trois-Rivières de 1916 à 1917.
Élu député du Parti libéral du Québec dans la circonscription provinciale de Nicolet lors d'une élection partielle survenue en 1913. Réélu en 1916, il démissionna en 1917.
Élu député du Parti libéral du Canada, section des Libéraux de Laurier, dans la circonscription fédérale de Nicolet en 1917, il fut réélu en 1921. Il démissionne en 1923 pour accepter une charge rétribuée par la couronne.